# Дилоло (озеро)
Дилоло (порт. Lago Dilolo) — проточное озеро в провинции Мошико на востоке Анголы. Располагается на территории муниципалитета Луакано.
Озеро Дилоло находится на высоте 1097 м над уровнем моря. Вытянуто в субширотном направлении на 9 км, шириной до 3 км. Площадь — 18,9 км².
На северо-западе в Дилоло впадает река Калумбо. Из юго-восточной оконечности озера вытекает река Дилоло, правый приток Лутембо, относящейся к бассейну Замбези.